# نبرد میکال
نبرد میکال، یکی از دو جنگ اصلی که دومین تهاجم ایرانیان به یونان را در طول نبردهای یونانی-ایرانی پایان داد. این نبرد در حدود ۲۷ اوت ۴۷۹ پ. م در دامنهٔ کوه میکال بر روی ساحل لونیا در مقابل جزیره ساموس، بین اتحاد دولت شهرهای: یونانی اسپارت، آتن، کورنتس و شاهنشاهی ایران در زمان خشایارشا اتفاق افتاد. منبع اصلی مطالعه جنگ‌های یونانی-ایرانی و از جمله این جنگ، هرودوت مورخ یونان است که رویکردی کاملا داستانی دارد.
طی جنگ‌های پیشین، حملهٔ نظامی ایرانیان به رهبری خشایارشا موفق به پیروزی در نبرد ترموپیل و …، و همچنین فتح تسالی و بوتیا و آتیکا شدند. با این حال، در درگیری نهایی سالامیس، نیروهای متحد دولت‌شهرهای یونان یک پیروزی غیرمنتظره به دست آوردند و از این طریق مانع از تسخیر پلوپونز شدند. پس از آن خشایارشا عقب‌نشینی کرد، اما قسمت قابل توجهی از ارتش خود را به فرماندهی مردونیه در یونان باقی گذاشت تا کار یونانی‌ها را در سال بعد به اتمام برساند.
در تابستان ۴۷۹ پیش از میلاد، یونانیان یک ارتش عظیم را گرد آوردند و برای مبارزه با مردونیه در نبرد پلاته راهپیمایی کردند. در همان زمان، ناوگان متحد به سماس رفت، جایی که بقایایی از نیروی دریایی ایران مستقر بودند. هخامنشیان، به دنبال اجتناب از یک جنگ، ناوگان خود را در زیر دامنه‌های میکال، و با حمایت نیروی زمینی ارتش هخامنشی، یک اردوگاه صخره‌ای ساختند. فرمانده یونانی تصمیم گرفت به جنگ هخامنشیان بپردازد و به این ترتیب تیراندازان ناوگان دریایی را فرود آورد. با وجود مقاومت شدید نیروی نظامی ایران، ولی سربازان زرهی یونان دوباره خود را در مبارزه برتر نشان دادند.
در نهایت سربازان ایرانی را که به اردوگاه‌های خود فرار کرده بودند کاملاً شکست داده و یونانیان وابسته در ارتش ایران پراکنده شدند و اردوگاه مورد حمله قرار گرفت و تعداد زیادی از ایرانیان به صورت فجیعی کشته شدند. سپس کشتی‌های ایرانی اسیر شدند و سوختند، نابودی کامل نیروی دریایی ایران همراه با نابودی ارتش مردونیه در پلاته به‌طور قطعی تهاجم به یونان را پایان داد. بعد از پلاته و میکال، یونانیان متحد نسبت به ایرانیان حالت تهاجمی به خود گرفتند و مرحلهٔ جدیدی از جنگ‌های یونانی ایرانی را آغاز کردند. اگرچه میکال به هر صورت یک پیروزی قطعی بود اما به نظر نمی‌رسد که یک جنگ مهم همچون پیروزی آتنیان در نبرد ماراتن یا شکست یونانیان در نبرد ترموپیل تلقی ‌شود.